# Noah Gray
Noah Ryan Gray (Leominster, Massachusetts, 30 de abril de 1999) más conocido como Noah Gray, es un jugador profesional estadounidense de fútbol americano que se desempeña en la posición de tight end en Kansas City Chiefs, equipo de la National Football League (NFL).

## Carrera
Fue seleccionado en la quinta ronda en la Reunión Anual de Selección de Jugadores de la NFL de 2021. Hizo su debut profesional con el equipo Kansas City Chiefs, donde lleva jugando tres temporadas.